# Plasa Vârtejeni, județul Soroca
Plasa Vârtejeni a fost o unitate administrativă din cadrul județul Soroca, ținutul Prut, România. Plasa a fost organizată în 1938 și a existat până în 1940, când Basarabia a fost anexată de Uniunea Sovietică.

## Lista localităților
Conform Enciclopediei României, în 1938 plasa era alcătuită din următoarele localități:
1. Alexandru-cel-Bun
2. Bursuc
3. Cerlina
4. Ciornița
5. Ciripcău
6. Coșărnița
7. Cremenea
8. Dubna
9. Dumitru-Niculescu
10. Făgădău
11. Hârtop
12. Japca
13. Liublin-Colonie
14. Mârzești
15. Napadova
16. Nimereuca
17. Principele-Carol
18. Racovăț
19. Românca
20. Sănătăuca
21. Slobozia-Vorâncău
22. Soloneț
23. Stoicani
24. Temeleuți
25. Trifăuți
26. Vasilcău
27. Văscăuți
28. Vârtejeni-Sat
29. Vârtejeni-Târg
30. Vorâncău
31. Zaluceni